# 교대부초
교대부초 혹은 사대부초는 교육대학 부설(부속)초등학교 또는 사범대학 부설(부속)초등학교의 준말로, 교육대학이나 사범대학에서 부설한 초등학교를 일컫는다. 국립대학에서 설립한 학교는 대체로 부설을, 사립대학에서는 부속을 붙이는 편이다. 국내 최초의 부설형 초등학교는 서울대학교 사범대학 부설초등학교로, 현재 대한민국에서 가장 오래된 초등학교 중 하나로 널리 알려져 있다.

## 목록

### 국립
- 경북대학교 사범대학 부설초등학교
- 경인교육대학교 부설초등학교
- 공주교육대학교 부설초등학교
- 광주교육대학교 광주부설초등학교
- 광주교육대학교 목포부설초등학교(구 목포교육대학교 부설초등학교)
- 대구교육대학교 대구부설초등학교
- 대구교육대학교 안동부설초등학교(구 안동교육대학교 부설초등학교)
- 부산교육대학교 부설초등학교
- 서울교육대학교 부설초등학교
- 전주교육대학교 군산부설초등학교(구 군산교육대학교 부설초등학교)
- 전주교육대학교 전주부설초등학교
- 제주대학교 교육대학 부설초등학교(구 제주교육대학교 부설초등학교)
- 진주교육대학교 부설초등학교
- 청주교육대학교 부설초등학교
- 춘천교육대학교 부설초등학교
- 한국교원대학교 부설 월곡초등학교(구 월곡초등학교)

### 국립대학법인
- 서울대학교 사범대학 부설초등학교

### 사립
- 상명대학교 사범대학 부속초등학교
- 이화여자대학교 사범대학 부속초등학교
- 중앙대학교 사범대학 부속초등학교
- 홍익대학교 사범대학 부속초등학교

## 같이 보기
- 제목에 "교대부초" 항목을 포함한 모든 문서
- 사대부중
- 사대부고

| Disambiguation icon | 이 문서는 명칭이 같고 같은 종류에 속하는 여러 대상을 연결하는 색인 문서입니다. |